# 直脉榕
直脉榕（学名：Ficus orthoneura）为桑科榕属的植物。分布在缅甸、越南、泰国以及中国大陆的广西、云南、贵州等地，生长于海拔240米至1,650米的地区，一般生长在石灰岩山地，目前已由人工引种栽培。